# Vlastní pohyb
Vlastní pohyb (označení μ) je zdánlivý úhlový pohyb hvězdy na obloze vyjádřený v obloukových vteřinách za jeden rok, v některých případech v obloukových vteřinách za sto let.
Vlastní pohyb se obvykle rozkládá na složky v ekvatoreálních souřadnicích μ alfa μ beta. Pokud se uvádí pouze vlastní celkový pohyb, je třeba uvést i směr pohybu hvězdy - poziční úhel, počítaný ve stupních od S přes V, J, Z k S. Pokud je známa vzdálenost hvězdy, lze vypočítat z vlastního pohybu paralaxy π tangenciálně rychlost hvězdy V, v km/s ze vzorce Vt = 4,74.μ.π−1.
Vlastní pohyb se zjišťuje přesným měřením poloh hvězd v dostatečně dlouhých časových odstupech (minimálně 20-50 let) s přesností až na 0,003" za rok. Výsledky měření jsou uvedeny v katalozích vlastních pohybů. Největší známý vlastní pohyb má Barnardova hvězda (10,34" za rok), asi 100 hvězd má vlastní pohyb větší než 0,1" za rok, typický vlastní pohyb je několik setin obloukové vteřiny za rok.
Vlastní pohyb byl určen pro více než 300 000 hvězd, většinou však s velmi malou přesností. Pozorovaný vlastní pohyb je dán skutečným pohybem hvězdy a pohybem Slunce. Složka vlastního pohybu, kterým se dostane z pozorovaného vlastního pohybu po vyloučení vlivu pohybu Slunce, se nazývá pekuliární pohyb hvězdy.
| # | Hvězda                         | Vlastní pohyb       | Vlastní pohyb | Radiální rychlost (km/s) | Paralaxa (mas) |
| # | Hvězda                         | μα · cos δ (mas/yr) | μδ (mas/yr)   | Radiální rychlost (km/s) | Paralaxa (mas) |
| - | ------------------------------ | ------------------- | ------------- | ------------------------ | -------------- |
| 1 | Barnardova hvězda              | -798.71             | 10337.77      | -106.8                   | 549.30         |
| 2 | Kapteynova hvězda              | 6500.34             | -5723.17      | +245.5                   | 255.12         |
| 3 | Groombridge 1830               | 4003.69             | -5814.64      | -98.0                    | 109.22         |
| 4 | Lacaille 9352                  | 6766.63             | 1327.99       | +9.7                     | 303.89         |
| 5 | Gliese 1 (CD -37 15492) (GJ 1) | 5633.95             | -2336.69      | +23.6                    | 229.32         |
| 6 | HIP 67593                      | 2282.15             | 5369.33       | —                        | 76.20          |
| 7 | 61 Cygni A & B                 | 4133.05             | 3201.78       | -64.3                    | 287.18         |
| 8 | Lalande 21185                  | -580.46             | -4769.95      | -85.0                    | 392.52         |
| 9 | Epsilon Indi                   | 3961.41             | -2538.33      | -40.4                    | 275.79         |